# Zohour El Wahabi
Zohour El Wahabi (en arabe : زهور الوهابي ; née le 12 juin 1979 à Larache au Maroc) est une femme politique marocaine élue aux élections législatives marocaines de 2016.
Elle a obtenu son baccalauréat en 1999 à Larache. Elle a par la suite intégré la faculté de droit à Tanger, où elle a obtenu une licence en droit public, spécialité sciences politiques en 2003. Elle a rejoint la fonction publique en 2011 en tant que cadre au ministère de l'éducation nationale à Tanger. En 2013 elle a décroché un master en gestion des affaires étrangères à la faculté de droit de Tanger. Actuellement[Quand ?], elle est doctorante à la même faculté, et travaille sur les politiques publiques[réf. nécessaire].
Elle est membre du parti authenticité et modernité depuis sa création. En 2016, elle a été élue députée sur la liste nationale, circonscription des jeunes. Zohour El Wahabi est membre du groupe authenticité et modernité. Elle est également membre de la commission de justice, de législation et des droits de l'homme au cours du mandat 2016-2021.
Elle est présidente de l'association Orchid pour le développement de la femme et de l'enfant[réf. nécessaire]. Elle est également sous-secrétaire des finances à l'association Wifaq pour la solidarité, l'équité et l'égalité des chances[réf. nécessaire].
Zohour est auteur d'opinion de plusieurs articles[réf. nécessaire].